# Talabor (folyó)
A Talabor (ukránul: Теребля [Tereblja]) folyó Ukrajnában, Kárpátalján, a Tisza vízgyűjtő területén. Hossza 91 km, vízgyűjtő területe 750 km². A Gorgánok hegyvonulaton ered 870 m tengerszint feletti magasságban két patak összefolyásából. A folyó hegyi jellegű, déli irányban a Máramarosi-medence irányába folyik és Bustyaháza mellett ömlik a Tiszába.
A folyón Égermező előtt található a 20 km² felületű Talabori-víztározó, amely a Talabor–Nagy-ági vízerőmű része.

## Települések a folyó mentén
(Zárójelben az ukrán név szerepel)
- Felsőszinevér (Синевирська Поляна)
- Alsószinevér (Синевир)
- Felsőkalocsa (Негровець)
- Alsókalocsa (Колочава)
- Rókarét (Мерешор)
- Égermező (Вільшани)
- Gázló (Забрідь)
- Sztanovec (Становець)
- Kövesliget (Драгово)
- Zsovtneve (Жовтневе)
- Csománfalva (Чумальово)
- Kricsfalu (Кричово)
- Darva (Колодне)
- Dulfalva (Дулово)
- Uglya (Угля)
- Talaborfalu (Теребля)
- Vajnág (Вонігове)
- Úrmező (Руське Поле)
- Bustyaháza (Буштино)

## Mellékvizek
Jelentősebb mellékvizei (zárójelben a torkolattól mért távolság):
- Nagy-Ugolyka (bal part, 18 km)
- Odaró (bal part, 19 km)
- Kvaszovec (bal part, 58 km)
- Szuhar (bal part, 59 km)
- Ozerjanka (bal part, 63 km)
- Szloboda (jobb part, 71 km)

1. 1 2  Kataloh ricsok Ukrajini